# Garang Kuol
Garang Kuol (Egipto, 15 de septiembre de 2004) es un futbolista australiano que juega de delantero en el Newcastle United F. C. de la Premier League.

## Primeros años
Es el hermano menor del futbolista profesional Alou Kuol, y tiene tres hermanos menores y un hermano mayor que dirige los asuntos futbolísticos de la familia. Su familia era de Jartum, Sudán, antes de huir a Egipto, donde nació, y luego se trasladó a Australia como refugiados.

## Trayectoria
Firmó un acuerdo con la Academia de los Central Coast Mariners en enero de 2021.
Debutó con el primer equipo de los Mariners como suplente en la victoria por 6-0 contra el APIA Leichhardt en la Copa FFA 2021 el 21 de diciembre de 2021 y marcó siete minutos después de salir al campo.
El 5 de abril de 2022 debutó en la A-League y marcó un gol en la victoria por 5-0 de los Mariners sobre el Wellington Phoenix F. C. Marcó cuatro goles en sus primeros siete partidos de la A-League Men.
Fue parte de una de las dos "selecciones del comisario" elegidas para jugar en el Juego de las Estrellas de la A-League 2022 contra el F. C. Barcelona.

### Newcastle United F. C.
A mediados de septiembre de 2022 se informó de que había firmado un preacuerdo y que sería transferido al Newcastle United F. C. de la Premier League durante la ventana de transferencia de enero de 2023. El día 30 se confirmó su fichaje y su incorporación al club el 1 de enero de 2023. El 12 de ese mismo mes fue cedido al Heart of Midlothian F. C. para lo que quedaba de temporada. La siguiente volvió a ser prestado, siendo esta vez el F. C. Volendam su destino.

## Selección nacional
En septiembre de 2022 obtuvo su primera convocatoria con la selección nacional absoluta, al ser seleccionado en la plantilla de Australia para jugar dos amistosos contra Nueva Zelanda. Debutó como sustituto en la segunda parte del segundo partido.
En el mes de noviembre fue citado para participar en el Mundial 2022, lo que le convirtió en el australiano más joven en acudir a una fase final de la competición.

### Participaciones en Copas del Mundo
| Mundial                        | Sede  | Resultado        | Partidos | Goles |
| ------------------------------ | ----- | ---------------- | -------- | ----- |
| Copa Mundial de Fútbol de 2022 | Catar | Octavos de final | 2        | 0     |

## Estadísticas

### Clubes
Actualizado al último partido disputado el 11 de febrero de 2024.
| Club                                   | Div.          | Temporada     | Liga  | Liga  | Liga   | Copas nacionales | Copas nacionales | Copas nacionales | Copas internacionales | Copas internacionales | Copas internacionales | Total | Total | Total  |
| Club                                   | Div.          | Temporada     | Part. | Goles | Asist. | Part.            | Goles            | Asist.           | Part.                 | Goles                 | Asist.                | Part. | Goles | Asist. |
| -------------------------------------- | ------------- | ------------- | ----- | ----- | ------ | ---------------- | ---------------- | ---------------- | --------------------- | --------------------- | --------------------- | ----- | ----- | ------ |
| Central Coast Mariners F. C. Australia | 1.ª           | 2020-21       | 0     | 0     | 0      | 3                | 1                | 0                | —                     | —                     | —                     | 3     | 1     | 0      |
| Central Coast Mariners F. C. Australia | 1.ª           | 2021-22       | 9     | 4     | 1      | 1                | 0                | 0                | —                     | —                     | —                     | 10    | 4     | 1      |
| Central Coast Mariners F. C. Australia | 1.ª           | 2022-23       | 9     | 2     | 3      | 0                | 0                | 0                | —                     | —                     | —                     | 9     | 2     | 3      |
| Central Coast Mariners F. C. Australia | Total club    | Total club    | 18    | 6     | 4      | 4                | 1                | 0                | 0                     | 0                     | 0                     | 22    | 7     | 4      |
| Heart of Midlothian F. C. Escocia      | 1.ª           | 2022-23       | 8     | 1     | 0      | 1                | 0                | 0                | —                     | —                     | —                     | 9     | 1     | 0      |
| Heart of Midlothian F. C. Escocia      | Total club    | Total club    | 8     | 1     | 0      | 1                | 0                | 0                | 0                     | 0                     | 0                     | 9     | 1     | 0      |
| F. C. Volendam · Países Bajos          | 1.ª           | 2023-24       | 15    | 1     | 1      | 1                | 0                | 0                | —                     | —                     | —                     | 16    | 1     | 1      |
| F. C. Volendam · Países Bajos          | Total club    | Total club    | 15    | 1     | 1      | 1                | 0                | 0                | 0                     | 0                     | 0                     | 16    | 1     | 1      |
| Newcastle United F. C. Inglaterra      | 1.ª           | 2024-25       | 0     | 0     | 0      | 0                | 0                | 0                | —                     | —                     | —                     | 0     | 0     | 0      |
| Newcastle United F. C. Inglaterra      | Total club    | Total club    | 0     | 0     | 0      | 0                | 0                | 0                | 0                     | 0                     | 0                     | 0     | 0     | 0      |
| Total carrera                          | Total carrera | Total carrera | 41    | 8     | 5      | 6                | 1                | 0                | 0                     | 0                     | 0                     | 47    | 9     | 5      |